# Hudson Jet
El Hudson Jet es un automóvil compacto que fue producido por Hudson Motor Car Company de Detroit, Míchigan, durante los años modelo de 1953 y 1954. El Jet fue la respuesta del fabricante de automóviles al popular Nash Rambler, pero los costos de desarrollo y comercialización del Jet finalmente llevaron a la fusión de Hudson con Nash.

## Contexto

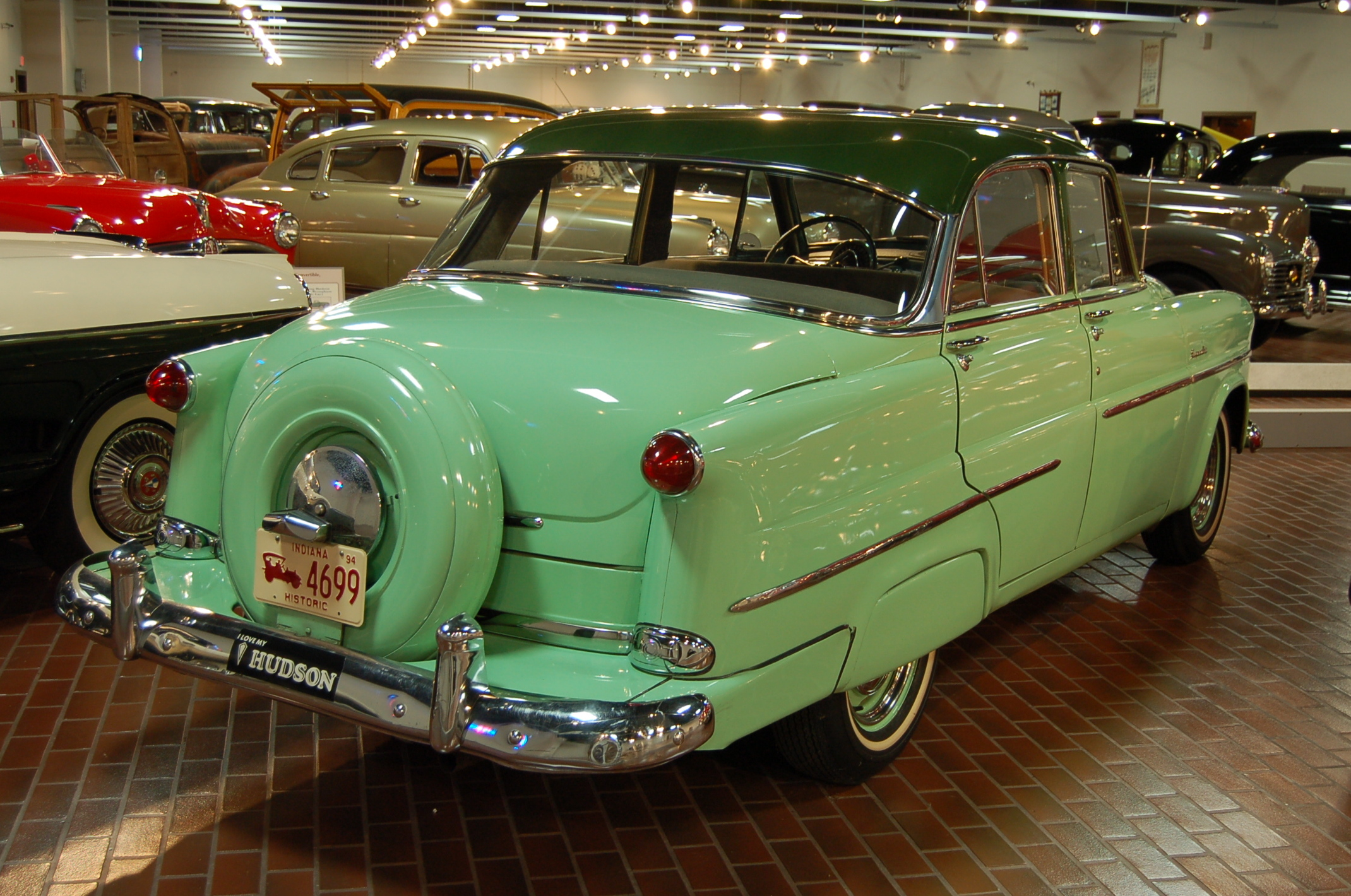
Hudson Jet sedán de 1954

La Hudson Motor Car Company era una de las empresas independientes que competían con los Tres Grandes fabricantes de automóviles estadounidenses (General Motors, Ford y Chrysler) que producían principalmente modelos "estándar" de gran tamaño. Hudson tenía recursos financieros limitados y la gerencia decidió desarrollar un modelo de tamaño compacto en lugar de renovar su línea de automóviles de tamaño completo y desarrollar un motor V8. El Hudson Jet tenía una ingeniería exclusiva que incluía una espaciosa, cómoda y sólida carrocería monocasco soldada, además de presentar un rendimiento excelente para la época junto con una buena economía de combustible y un mantenimiento de bajo costo.
El Jet se introdujo a mediados del año modelo de 1953 y logró cierto éxito en el abarrotado de ofertas segmento compacto. Sin embargo, Hudson no pudo prever la caída dramática en las ventas generales de los coches compactos durante el período de 1952 a 1954, en el que además debía competir con otras tres marcas. Como resultado, Hudson solo pudo producir poco más de 20 000 unidades para el año modelo de 1953. Era un automóvil sin grandes defectos, pero supuso la quiebra de la Hudson Motor Car Company. En consecuencia, la empresa se vio obligada a fusionarse con Nash-Kelvinator Corporation formando American Motors Corporation (AMC) debido a las pérdidas resultantes del proyecto Jet y a la caída de las ventas de la línea sénior de Hudson.

## Problemas de desarrollo
La inspiración inicial para el nuevo automóvil pequeño de Hudson fue el sedán Fiat 1400/1900 de 1950. Los primeros modelos en arcilla del nuevo automóvil compacto de Hudson llevaban el nombre "Bee" en consonancia con los modelos Wasp y Hornet del fabricante de automóviles.
Desde el principio, el proyecto Jet se vio obstaculizado por el presidente de Hudson, A. E. Barit, de 63 años en 1953, quien hizo caso omiso de las sugerencias de los estilistas y otros asesores de la empresa. Por ejemplo, Barit insistió en que el Jet de tamaño compacto ofreciera las comodidades de un automóvil de tamaño completo. Mientras que los diseñadores intentaron crear un automóvil que fuera más bajo, más ancho y proporcionalmente más elegante de acuerdo con las dimensiones de un automóvil compacto más pequeño, Barit no retrocedió ante características tales como asientos altos tipo silla para los pasajeros y una elevada superficie acristalada con un techo alto que permitiría a los pasajeros usar sus sombreros mientras estaban en el automóvil. Barit también decidió que el diseño de la parte trasera del Jet incorporaría un guardabarros trasero alto similar al Oldsmobile y un diseño de luz trasera pequeña y redonda. El diseño se cambió aún más para adaptarse a los gustos personales del distribuidor de Hudson en Chicago, Jim Moran, cuyo concesionario se convirtió en el punto de venta número uno de Hudson, representando aproximadamente el 5 % de la producción total de la empresa. A Moran le gustaban la ventana trasera envolvente y la línea del techo del Ford de 1952, y Barit ordenó que se adoptara un diseño similar para el Jet. El resultado final fue que el estilo del Jet imitaba mucho al Ford de 1952-1954, un coche más grande en muchos aspectos. Las fuertes carrocerías monocasco unificadas para el Jet fueron producidas por Murray Corporation of America de Detroit. Una de las razones para subcontratar la producción de carrocerías "fue que Murray acordó amortizar los costos del utillaje durante la producción, reduciendo la inversión inicial", haciendo posible el Jet porque Hudson no tenía suficientes recursos para pagar los costos de las herramientas de producción.
El nuevo automóvil pequeño estaba propulsado por el nuevo motor de seis cilindros en línea Hudson con culata en L y 202 plg³ (3,3 L), que producía 104 HP (78 kW; 105 CV) a 4000 rpm y 158 lb·pie (214 N·m) a 1600 rpm. Los primeros vehículos Studebaker con carrocería monocasco sufrieron daños porque el motor producía demasiado momento de fuerza. Una versión de "potencia Twin-H" con dos carburadores de tiro descendente de 1 cuerpo, culata de aluminio y relación de compresión de 8.0:1 que producía 114 HP (85 kW; 116 CV) era opcional. Era más potencia que la disponible en los motores estándar de Ford, Chevrolet o Plymouth en ese momento.
El motor de 202 plg³ (3,3 L) era una versión rediseñada del I8 "3x4.5" de 254 plg³ (4,2 L) lanzado en 1932 por Hudson, al que se le habían eliminado dos cilindros y se había configurado para disponer de lubricación a presión total. Fue un diseño de culata plana en un momento en que el resto de la industria se estaba moviendo hacia los motores OHV.

## 1953
El Hudson Jet se presentó en diciembre de 1952 en el Hotel Astor de la ciudad de Nueva York. Hudson fue la única marca totalmente comprometida con las carreras de coches de stock, por lo que participaron en el acto tanto el fundador de la NASCAR, Bill France, Sr. como el piloto de Hudson, Tim Flock, campeón del Grand National. Para el año modelo de 1953, el Jet fue la única placa de identificación nueva entre los fabricantes de automóviles nacionales. En su año de lanzamiento, el modelo estaba disponible en niveles de equipamiento Estándar o Super-Jet, con estilos de carrocería sedán de dos y cuatro puertas. A diferencia de los automóviles Hudson de tamaño completo con carrocería fastback "reducida", el Jet fue diseñado como un vehículo con carrocería de tres cuerpos.

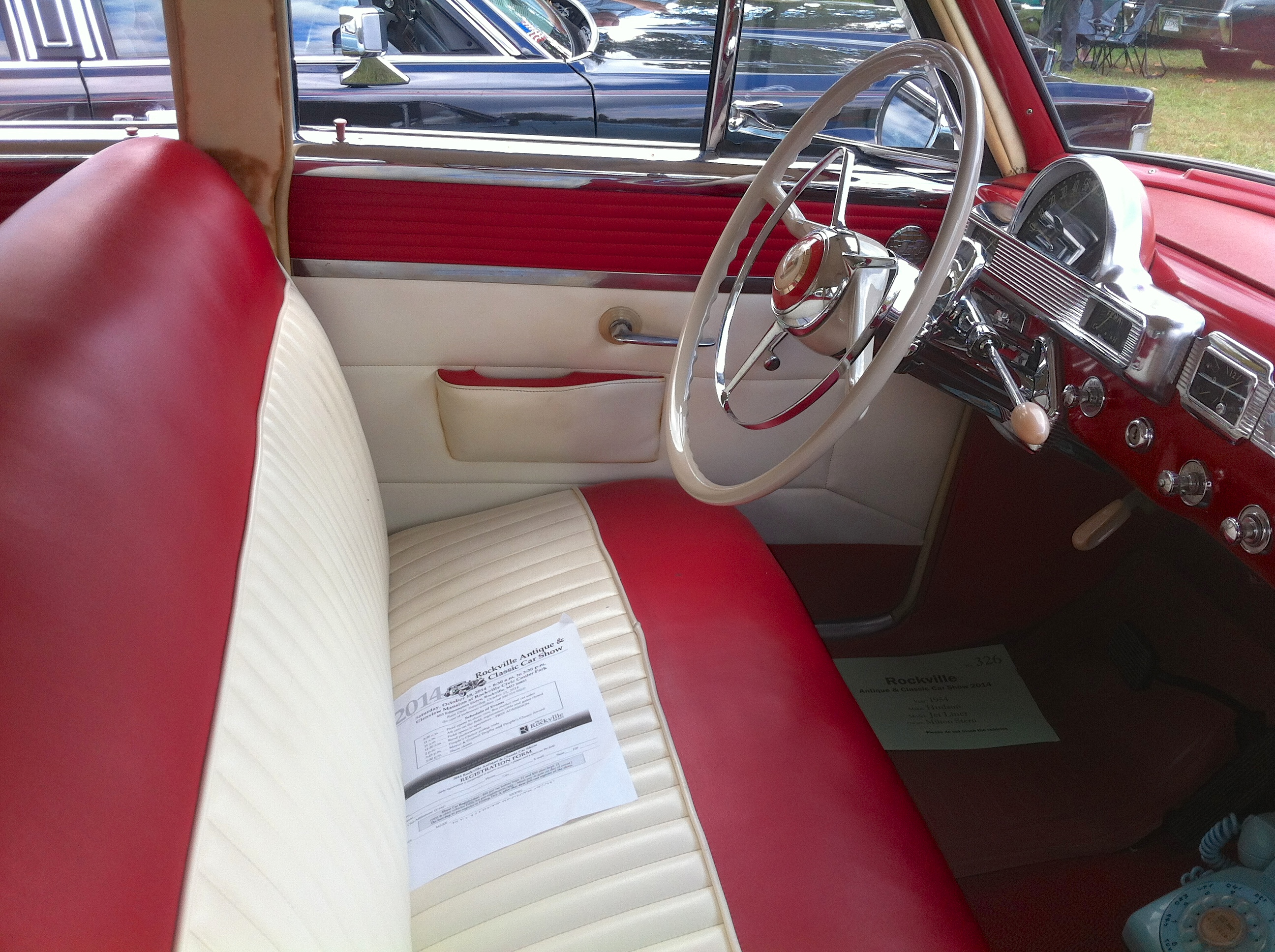
Los interiores del Hudson Jet estaban bien confeccionados y equipados

Cuando surgió el Jet para su introducción, compitió con el Henry J, el Nash Rambler y el Willys Aero. Era más corto que el Henry J y el Willys Aero, así como el más estrecho y alto de los cuatro, lo que le daba al Jet "un aspecto cuadrado". La revista  Kiplinger's Personal Finance señaló que el Jet tiene "muchas cosas recomendables", incluidas "cualidades de conducción [que] coinciden con modelos más caros", buena visibilidad, funcionamiento silencioso y más potencia que su competencia por "excelente aceleración y alta velocidad máxima". Con su "potencia Twin-H" opcional, el Jet tenía más caballos que cualquier motor estándar en las líneas de Ford, Chevrolet y Plymouth de tamaño regular.
Si bien los Hudson sénior de 1953 continuaron basándose en el diseño reducido de 1948, estos coches tenían un aspecto más elegante que los modelos Jet más pequeños y con planchas planas laterales. A diferencia del Nash Rambler, que ofrecía estilos de carrocería prémium como familiares, ''hardtop y convertibles, el Jet solo estaba disponible en forma de sedán. Aunque tenía la ventaja de estar bien equipado, tenía un precio más alto que los sedanes de Chevrolet, Ford y Plymouth de tamaño completo de nivel básico.
El equipamiento de serie estaba a un alto nivel para un automóvil de aquella época. Estas características incluían calefacción, cerraduras a prueba de robos, pestillos giratorios en las puertas, rejillas de descongelación, bocinas dobles, tapacubos, cenicero y un interruptor de encendido iluminado que eran extras típicos en las marcas de la competencia. Si bien la inclusión de un sistema de calefacción del compartimiento de pasajeros como estándar puede ser inusual para los usuarios de automóviles actuales, incluso el Cadillac de alto precio todavía contaba con este elemento como extra en 1953, a un costo de opción de 199 dólares.
La producción total en los EE. UU. para el año modelo de 1953 fue de 21 143 unidades.

### La prueba de la taza de té
Hudson recurrió a distintas tácticas de mercadotecnia para que los consumidores se interesaran en el Jet, incluida la "Prueba de la taza de té". Esta prueba de economía de combustible utilizaba kits especiales que comprendían un cilindro de vidrio, válvulas y mangueras de goma que los distribuidores de Hudson conectaban en los coches de prueba. El cilindro de vidrio se montaba en el interior de la puerta del pasajero delantero, con las mangueras alimentando la línea de combustible del motor. Se agregaba al cilindro de vidrio una cantidad de gasolina igual a la cantidad contenida en una taza de té, y un cliente potencial conducía el automóvil mientras el vendedor hacía el seguimiento del descenso del  carburante en el cilindro para demostrar lo lejos que podía viajar un Jet con esa pequeña cantidad de gasolina.
Sin embargo, esta novedosa campaña de mercadotecnia no logró transmitir el valor del Jet como automóvil económico.

## 1954

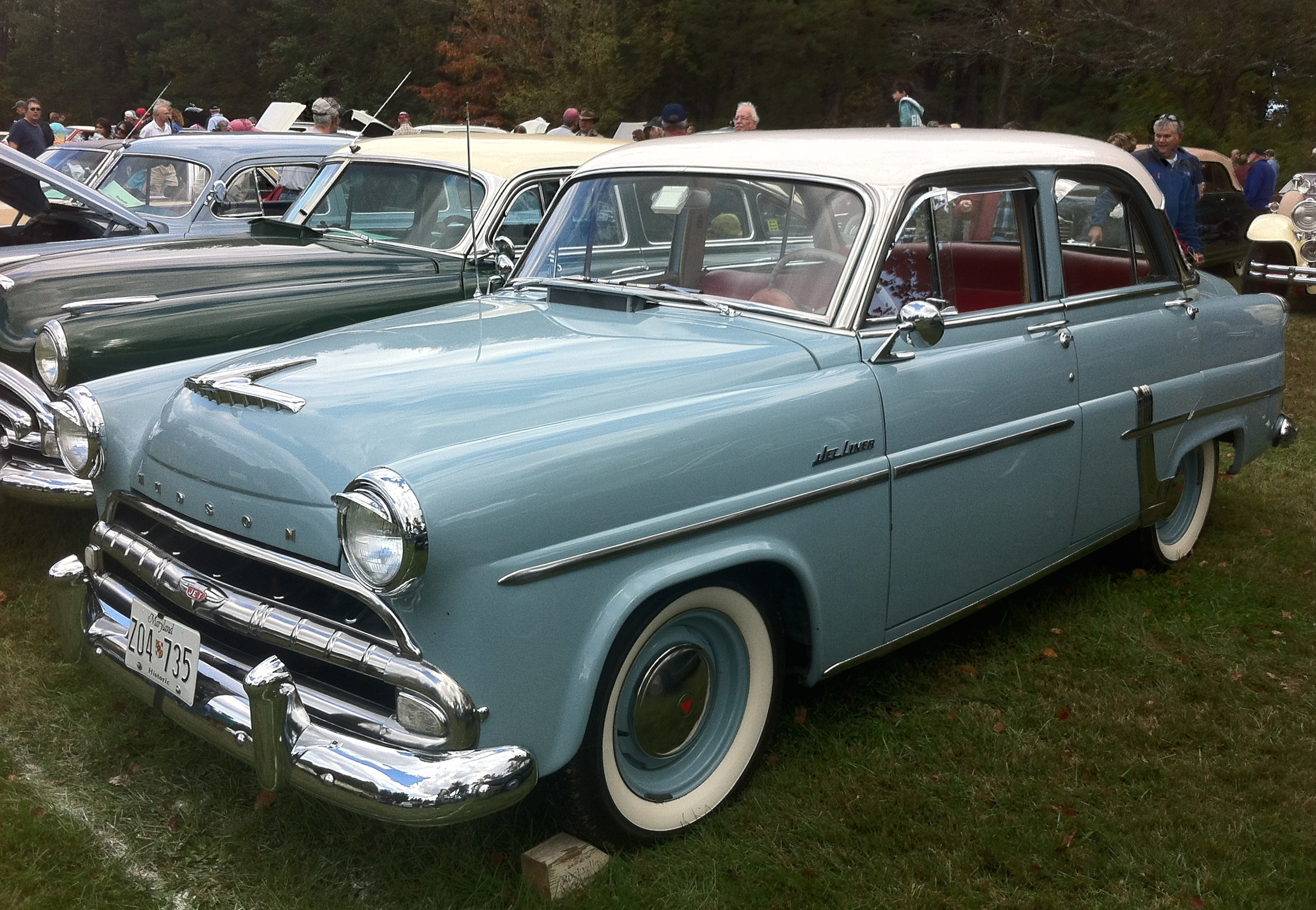
Hudson Jet-Liner 4-puertas sedán de 1954

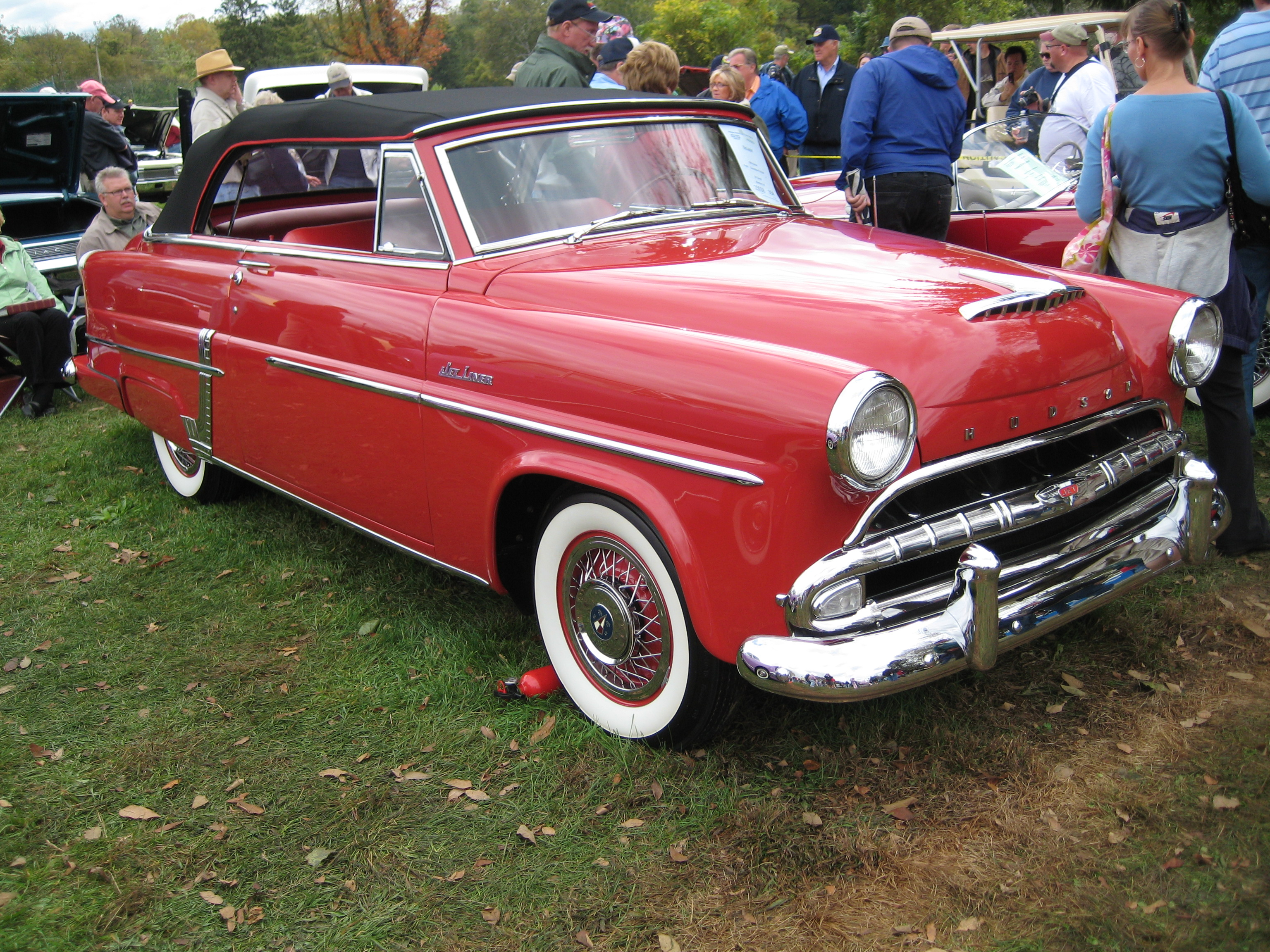
Hudson Jet-Liner convertible de 1954

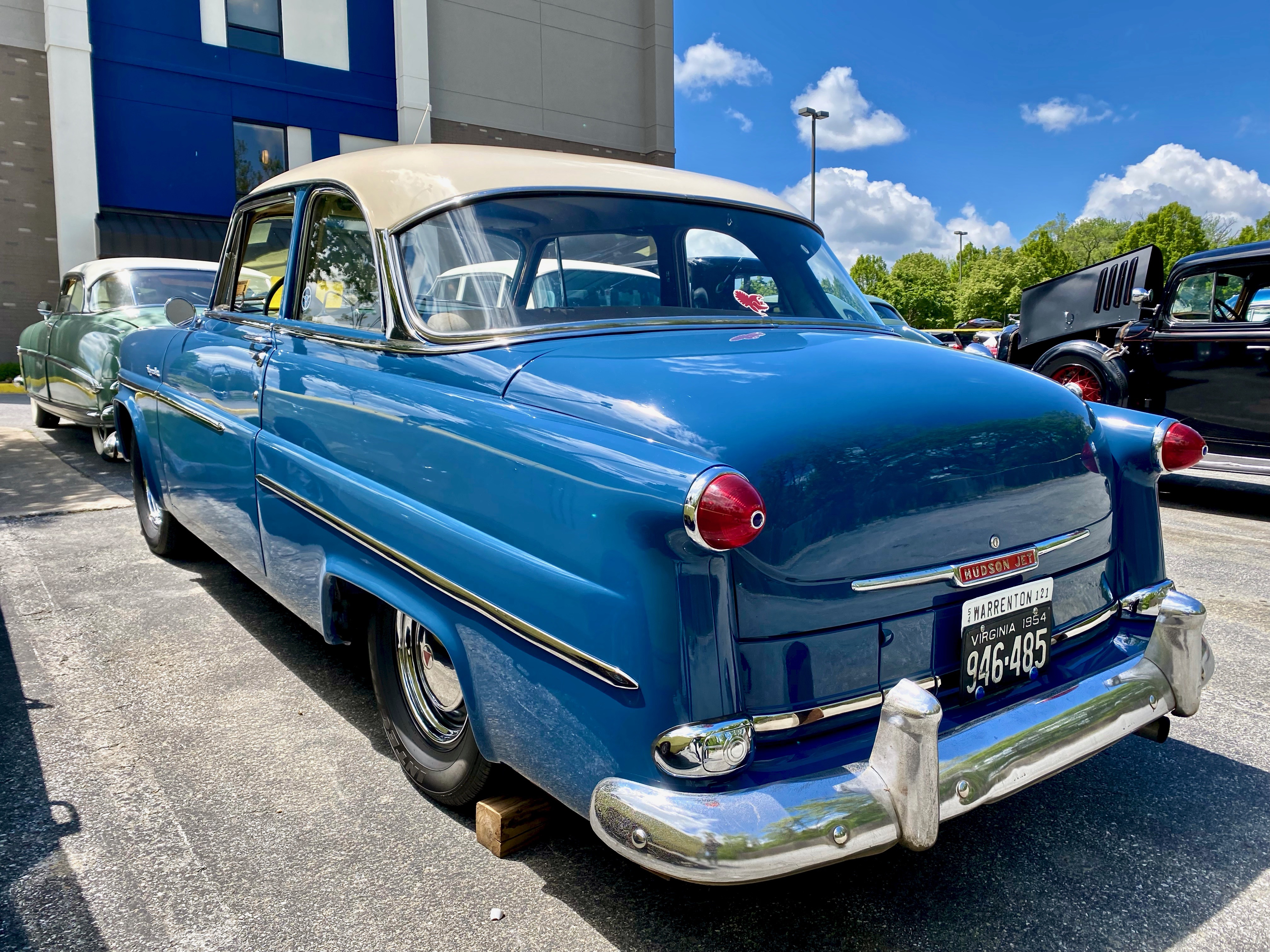
Hudson Jet 2-puertas sedán de 1954

Para 1954, el Jet recibió actualizaciones de equipamiento menores en sus sedanes de dos y cuatro puertas. Se agregó un nuevo modelo de lujo, el Jet-Liner, lo que convirtió al Jet en una línea de modelos de tres series. El Jet-Liner vino con molduras cromadas alrededor de las ventanas y el costado de la carrocería, protectores contra la gravilla proyectada, así como interiores mejorados de vinilo con colores combinados con cojines de asiento de espuma de poliuretano.
Debido a que los convertibles estaban disponibles en los coches de tamaño completo de Hudson, se construyó un convertible Jet-Liner de prueba. Este único ejemplar fue comprado por el gerente de ventas de Hudson, Virgil Boyd.
La producción del año modelo de 1954 en los EE. UU. de la serie Jet fue de 14 224 unidades.

### American Motors
El costo estimado del desarrollo y del utillaje necesario para la producción del Jet (entre 10 y 16 millones de dólares) puso a Hudson en una posición precaria. Sin fondos para actualizar la línea sénior de Hudson, Barit convenció a la Junta de que una fusión con Nash-Kelvinator representaba la mejor oportunidad de protección para los accionistas de Hudson. Barit esperaba que el Jet sobreviviera a la fusión, ya que la nueva American Motors Corporation resultante se centró en el nicho de mercado de vender automóviles más pequeños.
Cuando se completó la fusión y Barit asumió su asiento en el consejo de administración de AMC en 1954, el primer modelo de Hudson en terminar la producción fue el Jet. La nueva empresa podría concentrarse entonces en el Nash Rambler, que tenía más éxito. Desde entonces, los distribuidores de Hudson tendrían versiones rediseñadas con insignias de los compactos Rambler y Metropolitan de Nash para venderlos como productos de Hudson.

## Deportes del motor
El Hudson Jet participó en la agotadora Carrera Panamericana, descrita como la mejor carrera en carretera del mundo. La edición de 1953 tuvo a Malcolm Eckart terminando en el lugar 53, Segurs Chapultepec en el 41 y Enrique Paredes en el 42, entre los 182 coches que tomaron la salida. Francisco Ramírez finalizó octavo en la categoría de Turismos Especiales.
En las carreras de aceleración, un Hudson Jet preparado por Ike Smith con un motor I6 Hornet "Twin H" de 308 plg³ (5 L) y 170 HP (127 kW; 172 CV) era capaz de bajar de los 14 segundos en el cuarto de milla. El coche requirió modificaciones, ya que el motor más grande no estaba disponible de fábrica, pero la National Hot Rod Association (NHRA) hizo una excepción a sus reglas para este automóvil.

## Legado
El historiador del automóvil Richard M. Langworth ha llamado al Jet "el automóvil que torpedeó a Hudson". Si bien el Jet tuvo un efecto negativo en la situación financiera de la empresa, también fue un momento en el que las fuerzas del mercado, incluidos los precios del acero y los costos laborales, así como la guerra de ventas entre Ford y Chevrolet, contribuyeron a la desaparición de los fabricantes de automóviles "independientes" más pequeños, como Packard, Studebaker y Willys.
El Jet sirvió como plataforma para un elegante cupé deportivo para dos pasajeros llamado Italia. El Hudson Italia fue diseñado por Frank Spring con el objetivo de utilizar la carrocería del Hudson Jet, pero Barit quería un automóvil convencional. La producción limitada del Italia presentaba una carrocería construida por Carrozzeria Touring Superleggera de Milán, con el tren motriz estándar del Jet, que incluía el motor I6 de 104 HP (78 kW; 105 CV). Podría decirse que el Italia es "uno de los coches deportivos estadounidenses con un diseño más singular producido durante los años 50". También se construyó un sedán de 4 puertas prototipo.

## Coleccionismo
Los propietarios del Hudson Jet hoy en día son parte de un pequeño grupo que disfruta conduciendo un vehículo fiable para seis pasajeros de uno de los fabricantes de automóviles independientes. Los modelos de colección más deseables son el Hudson Jet-Liner de 1954 en las versiones sedán de dos o cuatro puertas, ya que fueron la oferta de primera línea en el segundo y último año del coche. Los valores relativos de los automóviles Hudson, en general, pueden hacer que las reparaciones extensas en un modelo mal conservado pueda requerir un valor de inversión relativamente alto, pero la combinación de su simplicidad con los precios relativamente bajos del Hudson Jet "lo convierten en un gran proyecto de restauración padre-hijo."